# Galeana Savioli Andalò
Galeana Savioli Andalò, född okänt år, död 1274, var en italiensk adelskvinna. Hon var gift med senator Brancaleone degli Andalò, Capitano del popolo i Rom 1252-1258, och deltog i den politiska maktkampen i staden. Mest känd är kanske hennes förhandlingar med staden Bologna år 1255 för att få sin make, som tagits som gisslan, fri, ett uppdrag hon lyckades med sedan påven misslyckats. 